# Паули, Иоганн

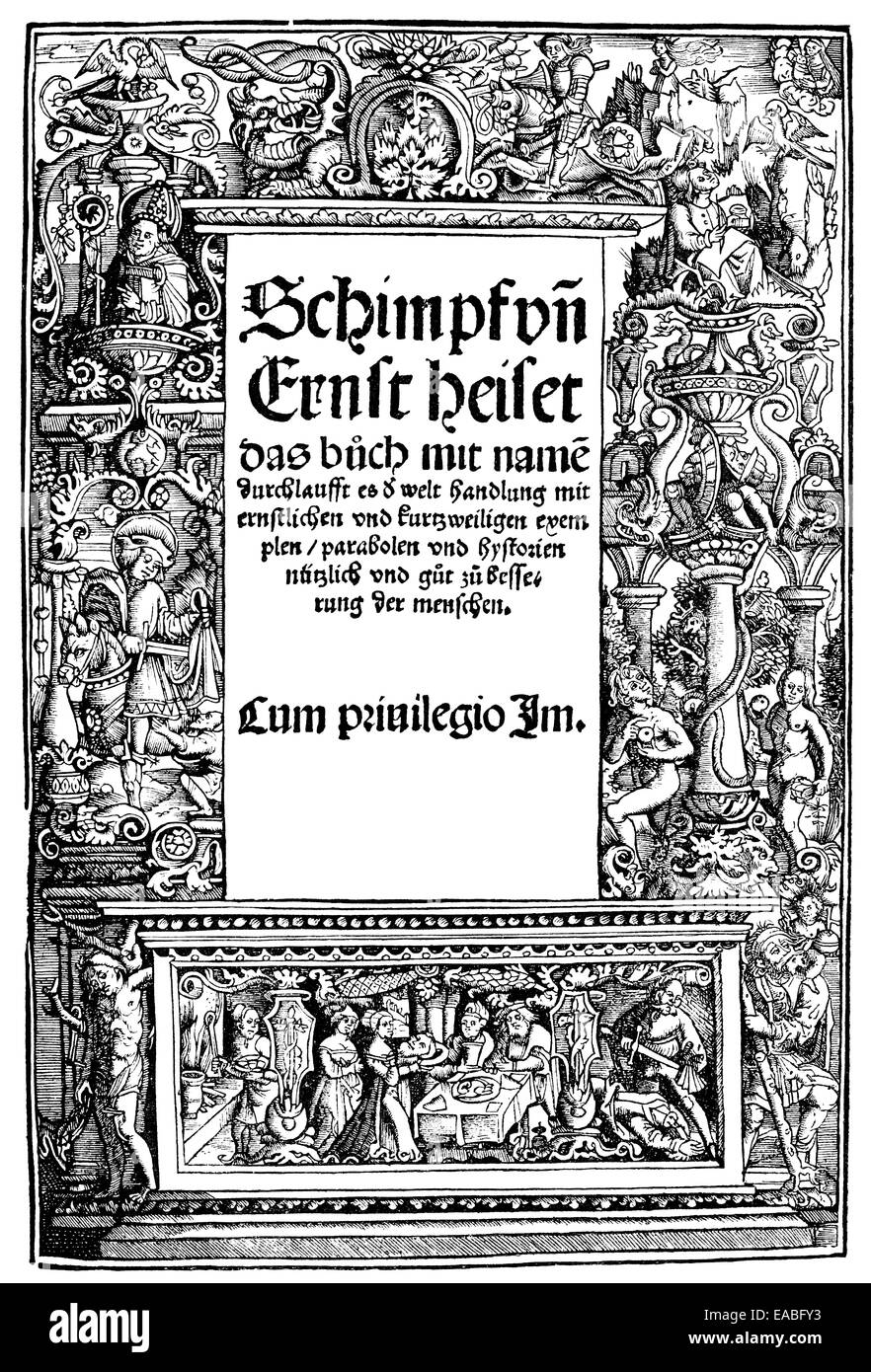
Заглавная страница комедии «Schimpf u. Ernst» Иоганна Паули, ок. 1533

Иоганн Паули (нем. Johannes Pauli; около 1455, Пфеттисайм, Эльзас — между 1530—1533, Тан, Эльзас) — немецкий писатель

, драматург, переводчик, францисканский монах, проповедник.

## Биография
Эльзасец по происхождению. Получил научную степень в области гуманитарных наук в Страсбурге. Вступил в францисканский орден босоногих.
С 1479 года служил в монастыре г. Тан в Эльзасе; около 1480 года стал проповедником и пастором. В 1490/1494 годах служил во францисканском монастыре в Филлинген-Швеннингене в Шварцвальде, а в 1498 году стал главой (хранителем) Базельской Кустодии Страсбургской францисканской провинции.
В 1499 году, как превосходный проповедник, был направлен в Оппенхайм в провинциальный капитул своего ордена. В 1503/1504 годах — суперинтендант монастыря в Берне, в 1506—1510 годах — в Страсбурге, где слушал проповеди И. Гейлера фон Кайзерсберга.
В 1514—1517 Паули был магистром своего ордена в Шлеттштадте, позже в Кольмаре, а с 1518 года снова в Тане.
Паули издал также проповеди Гейлера фон Кайзерсберга, которые ему лично проходилось слышать. Опубликовал записанные проповеди Гейлера под названиями Das Evangelibuch (1515), Emeis, Das Buch von der Omeissen (1516) и Die Brösamlin Geilers (1517), а позже (1520) перевёл эти проповеди на немецкий язык.
Его книга фарсов «Schimpf und Ernst» (Страсбург, 1519), представляющая смесь шутливого, анекдотического с серьёзным, нравственно-поучительным, имела большой успех и до сих пор пользуется популярностью (новейшее изд. 1876). Эта работа обеспечила ему прочное место в немецкой литературе. Она содержала около 700 рассказов и оказала значительный эффект на последующую фарсовую литературу.